# Zea luxurians
Zea luxurians là một loài thực vật có hoa trong họ Hòa thảo. Loài này được (Durieu & Asch.) R.M.Bird miêu tả khoa học đầu tiên năm 1978.